# Tři Grácie (Lednicko-valtický areál)
Tři Grácie (také Chrám Tří Grácií) je kryté sloupořadí v Lednicko-valtickém areálu, před kterým stojí sousoší, pro které se vžil název Tři Grácie. Letohrádek z první čtvrtiny 19. století stojí v katastrálním území Charvátská Nová Ves na jižním břehu Prostředního rybníka. Je chráněn jako kulturní památka České republiky.

## Historie
Letohrádek byl vybudován za vlády knížete Jana I. z Lichtenštejna v letech 1824–1825. Neoklasicistní stavba, která v sobě slučovala funkci obydlí personálu s letohrádkem, je dílem Josepha Franze Engela (kolem 1776–1827). Sousoší před kolonádou z roku 1799 je dílem sochaře Johanna Martina Fischera (1740–1820) a původně bylo umístěno v zámeckých zahradách v Lednici. Autorem sochařské výzdoby v kolonádě je Josef Klieber (1773–1850).
Počátkem 21. století byla provedena celková rekonstrukce objektu.

## Popis
Chrámek Tří grácií tvoří podkovovitá kolonáda dvanácti jónskými sloupy, kterou uzavírají dvě průčelí, tvořená dvěma symetrickými arkádami s dórskými hlavicemi, k nimž vede pět schodištních stupňů. V zadní stěně ochozu je v pravoúhlých výklencích umístěno deset alegorických soch klasického umění a věd. K zadní stěně je z jižní strany přistavěna obdélná budova se třemi okny (jedno francouzské a dvě obdélná). Před ní je předsazena trojdílná arkáda, tvořená toskánskými sloupy, vysazená na soklu, opatřeném šesti schodištními stupni, který tvoří loggii. Francouzským oknem se vchází do místnosti s mozaikovou kamennou podlahou a iluzivní výmalbou.
Ze společenského sálu je možné pozorovat Rybniční zámeček na protějším břehu rybníka a sousoší Tří Grácií před kolonádou. Nejde však o tři řecké bohyně (Athénu, Artemis a Afroditu), jak je někdy mylně uváděno, ale o Charitky – bohyně krásy a půvabu. První drží helmu bohyně války, moudrosti i řemesel Minervy, druhá křídlo Merkura, boha obchodu a obchodních styků, třetí myrtu, symbol reka Persea.

## Galerie

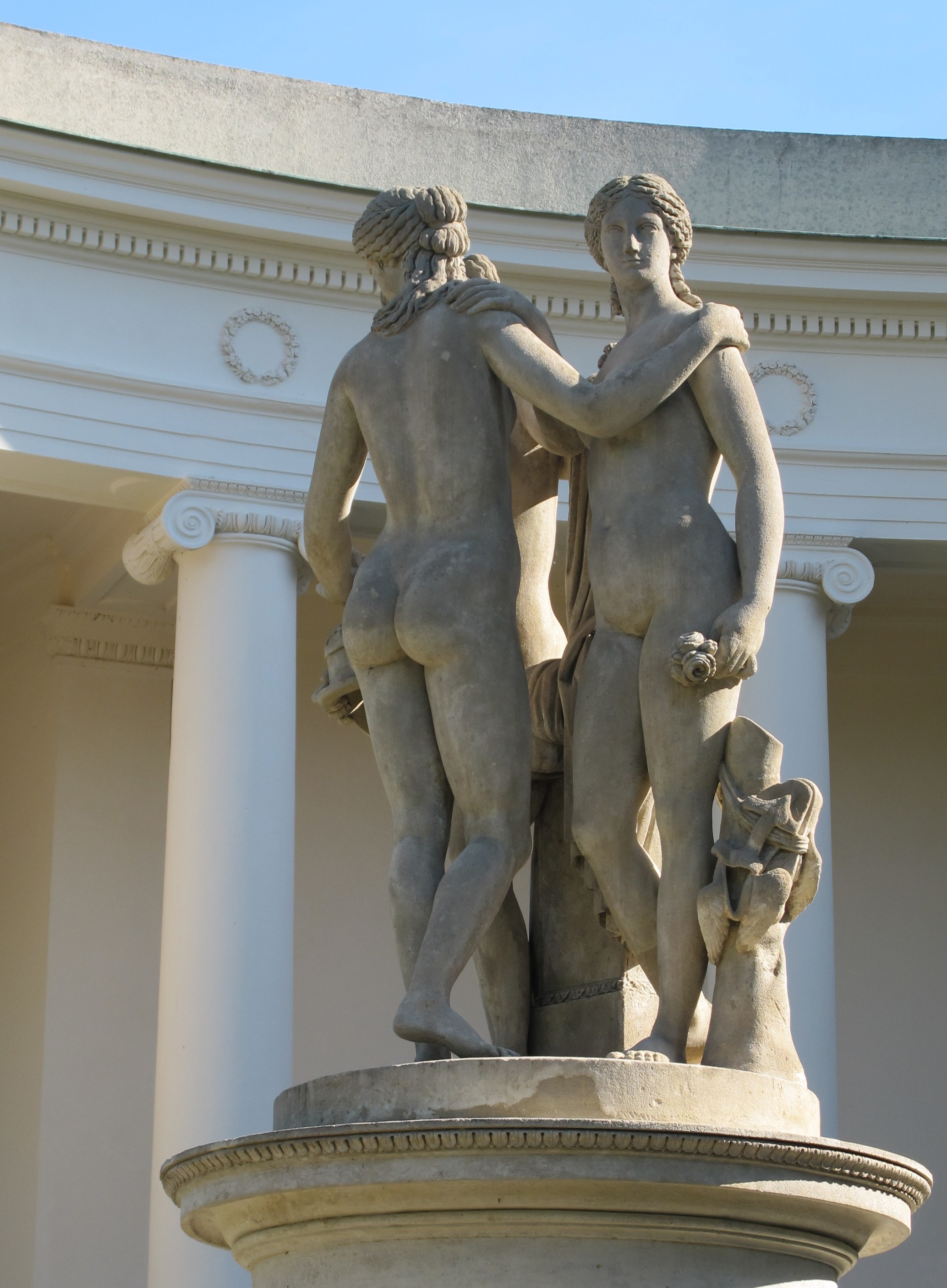
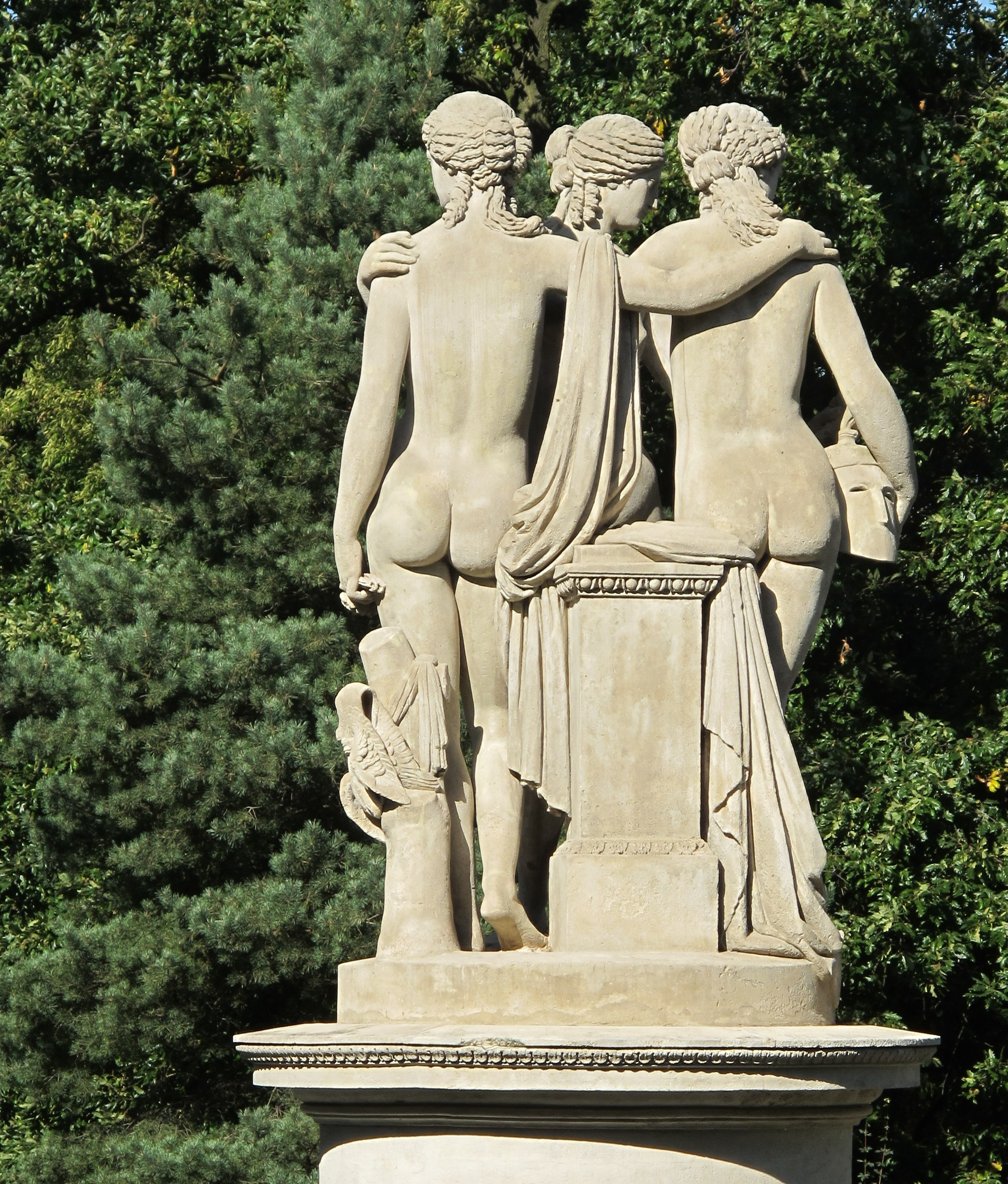
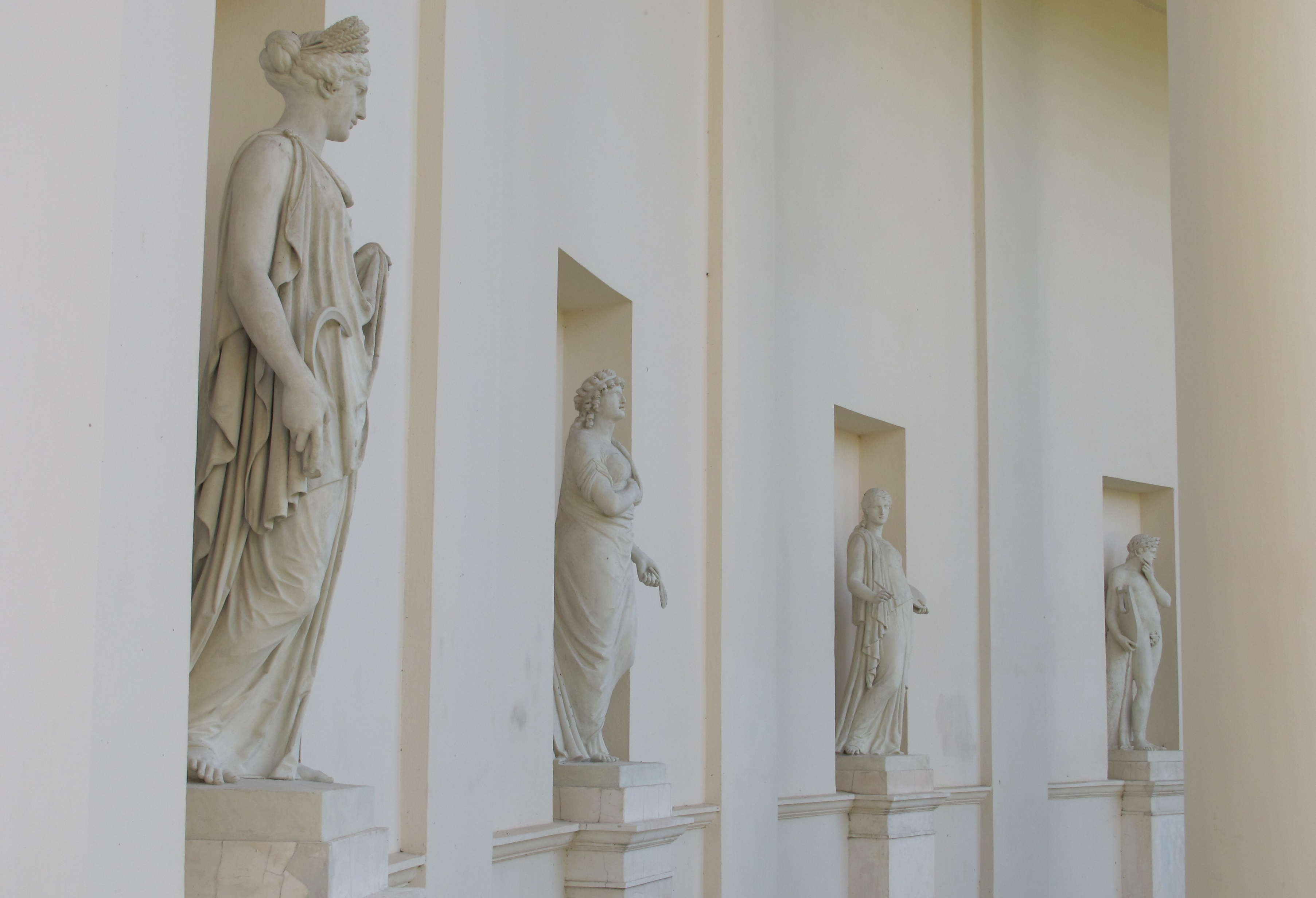